# Aveu (ancien droit)
 (juin 2024).
Si vous disposez d'ouvrages ou d'articles de référence ou si vous connaissez des sites web de qualité traitant du thème abordé ici, merci de compléter l'article en donnant les références utiles à sa vérifiabilité et en les liant à la section « Notes et références ».
Ne pas confondre avec la définition actuelle d'aveu.
Pour les articles homonymes, voir Aveu (homonymie).
En droit féodal, l'aveu est une déclaration écrite que doit fournir le vassal à son suzerain lorsqu’il entre en possession d’un fief (par achat ou héritage). L’aveu est accompagné d’un dénombrement ou minu décrivant en détail les biens composant le fief.

## Contenu
Le déclarant reconnaît par cet écrit les biens qu'il tient de son suzerain et décrit les droits et devoirs vis-à-vis de celui-ci. Le contenu de l'acte doit être accepté par le suzerain qui peut demander une nouvelle version s'il n'est pas d'accord avec son contenu.
- Les seigneurs placés au sommet de la hiérarchie seigneuriale pour une région rédigent un aveu au roi leur suzerain ;
- Les seigneurs de rang inférieur rédigent des aveux à celui qui leur a concédé leur fief : soit le roi soit un seigneur plus puissant ;
- Le tenancier d'une ferme rédige généralement un aveu, à la liquidation des successions, à son seigneur qui l'est souvent par le foncier, donc propriétaire du terrain.

La description fournie dans l'aveu comprend :
- le détail des tenues (terres) possédées par le vassal ;
- le montant de la rente annuelle due par le fermier et composée généralement de mesures de grains, d'un certain nombre de bêtes (chapons, moutons) et d'une somme d'argent ;
- les obligations attachés à la terre : corvées, obligation de cuire au four seigneurial et de moudre son grain au moulin seigneurial
- la superficie des terres froides et chaudes de la tenue.

Si l'aveu est motivé par un rachat (succession), le vassal doit régler à son suzerain une somme qui peut se monter à une année de revenu.
Si la terre est noble, l'aveu indique également le montant de la chef rente due par le vassal au suzerain au titre de la tenue ou du village. Les terres nobles étaient à l'origine les terres de vassaux qui suivaient leur suzerain à la guerre ; elles bénéficiaient à ce titre d'exemptions fiscales qui se sont perpétuées. On parle dans les actes de métairie noble, de lieu noble, ... Les terres roturières qui ne bénéficiaient pas de ces exemptions étaient majoritaires. Le propriétaire d'une terre ou d'un lieu noble devait s'acquitter de la chef rente, généralement une somme symbolique par rapport à la valeur du bien. Les terres nobles pouvaient être possédées par des roturiers. Réciproquement, le patrimoine des nobles comportaient un mélange de terres nobles et de terres roturières.

## Contexte

### Propriété directe ou éminente et propriété utile
Le système féodal, mis en place au cours du Moyen Âge, définit deux types de propriété : la propriété directe ou éminente et la propriété utile. Un bien peut donc être détenu simultanément par deux propriétaires :
- Le seigneur (concédant) qui, lorsqu'il concède des terres à un vassal noble ou roturier ne possède que la propriété directe.
- Le tenancier, à qui le bien a été concédé et qui exploite le bien, détient la propriété utile.

Le bien concédé est désigné par le terme générique de tenure.
Le seigneur généralement n'afféage (ne concède) qu'une partie de son domaine : la partie afféagée est la mouvance.

### Fief et censive roturière
Le domaine utile peut être concédé à un autre seigneur (on parle alors de fief) ou à un roturier, auquel cas on parle de censive.
Le concédant est le suzerain du tenancier noble (vassal).

### Les droits et devoirs du tenancier
Le tenancier dispose des fruits de la propriété (récoltes, produit du fermage s'il loue la propriété).

### Les obligations du tenancier noble
Initialement les obligations du tenancier noble sont d'ordre militaire et politique. Le vassal doit le service des armes à son suzerain. L'acte de foi et hommage matérialise le devoir que le vassal est tenu de rendre au seigneur.

### Les obligations du tenancier roturier
Lorsque la tenure est roturière, le seigneur perçoit un cens constitué de redevances en argent et/ou en nature (céréales, chapons, poules, etc) et peut exiger des services (corvées). Le tenancier peut se voir imposer l'utilisation du moulin et du four à pain seigneurial.

### La transmission du bien
Lorsque le bien est transmis par héritage ou donation, un droit de rachat doit être versé par le tenancier au concédant.

### La vente du bien
Le tenancier a également la faculté de céder le bien sous certaines conditions.
- Si le tenancier est noble, il doit obtenir l'accord de son suzerain et verser une compensation financière fixée généralement à 1/5 de la valeur du bien. Si l'acquéreur est un bourgeois, un droit de franc fief équivalent à une année de revenus est versé au seigneur ou au roi.

- Si le tenancier est roturier, un droit de lods et ventes est perçu ; sa valeur est comprise entre le sixième et le douzième du prix de vente.

Le concédant peut en cas de vente (mutation) du bien par le tenancier exercer son droit de retrait, c'est-à-dire racheter à l'acheteur le bien (retrait censuel ou féodal).

### Les droits du concédant
En Bretagne, le droit de justice (basse, moyenne ou haute selon le cas) est systématiquement associé à la propriété d'un bien. Cette justice est selon le cas concédée ou non par le suzerain au vassal sur le ressort de son fief.

## L'évolution de la propriété féodale
Au cours de l'époque moderne (XVIe siècle au XVIIIe siècle), les droits attachés à la propriété éminente diminuent surtout dans le cas des fiefs. Les droits de succession en ligne directe sont supprimés. L'engagement d'homme à homme qu'était l'acte de foi et hommage est remplacé par l'aveu, simple acte notarié. La valeur des redevances féodales devient progressivement symbolique. L'hostilité à la propriété éminente est partagée par tous.